# Jean Arthur
Jean Arthur (Plattsburgh, Nova York, 17 d'octubre de 1900 − Carmel-by-the-Sea, Califòrnia, 19 de juny de 1991) fou una de les grans actrius estatunidenques i una de les comediants favorites de Hollywood els anys 30 i 40.
Nascuda Gladys Georgianna Greene a Plattsburgh, debutava en la pel·lícula muda Cameo Kirby, el 1923, després d'actuar en petits papers als escenaris teatrals de Broadway. Va fer encara unes quantes pel·lícules de cinema mut, tot i que fou la seva veu nasal distintiva, un cop treballà en el cinema sonor, i el seu talent interpretatiu el que finalment la convertiren en una estrella.
Va signar un contracte amb la Paramount i posteriorment amb Columbia. The Greene Murder Case (1929), de Frank Tuttle, o Whirlpool (1934), de Roy William Neill, la van fer arribar fins a la pel·lícula amb què esdevingué una estrella, la divertida farsa de gàngsters Passaport a la Fama (The Whole Town's Talking, 1935), una comèdia de John Ford que protagonitzà al costat de Edward G. Robinson, i amb la qual la seva popularitat com a comediant es va desfermar.
Amb Frank Capra es consolidà com una de les millors comediants de la dècada, amb els seus papers a Mr. Deeds Goes to Town (1936), davant Gary Cooper, o a No us l'endureu pas (You Can't Take It With You), amb Lionel Barrymore i James Stewart. Mr. Smith Goes to Washington (1939), The Talk of the Town (1941), de George Stevens, i una altra vegada el 1943 The More the Merrier, per la qual fou nominada a l'Oscar, la convertiren definitivament en estrella. També se la va considerar per al paper d'Scarlett O'Hara per a la pel·lícula Allò que el vent s'endugué.
En aquests anys també va intervenir en pel·lícules com Buffalo Bill (1936), de Cecil B. De Mille, Easy Living (1937), de Mitchell Leisen, History Is Made at Night (1937), de Frank Borzage, o Només els àngels tenen ales (1939), de Howard Hawks, co-protagonitzada per Cary Grant i Rita Hayworth.
La fama i el protagonisme no la van fer mai especialment feliç, i odiava les entrevistes. Arthur es retirà del cinema quan el seu contracte amb Columbia Pictures expirà el 1944. No acceptà cap més oferta i només feu dues excepcions: el 1948 amb A Foreign Affair, de Billy Wilder, i el 1953 amb el western clàssic, de George Stevens, Arrels profundes (Shane), co-protagonitzat per Van Heflin, Alan Ladd i Jack Palance. Durant una dècada va seguir actuant a Broadway; els seus darrers èxits foren l'adaptació de Leonard Bernstein de Peter Pan (1950), en el paper del protagonista malgrat tenir gairebé 50 anys, i Saint Joan (Joana d'Arc) de George Bernard Shaw (1954).
Va morir d'un atac de cor l'any 1991.

## Filmografia destacada
- Wine of Youth (1924)
- The Iron Horse (1924)
- Seven Chances (1925)
- Winners of the Wilderness (1927)
- Sins of the Fathers (1928)
- Danger Lights (1930)
- Public Hero No.1 (1935)
- Mr. Deeds Goes to Town (1936)
- L'exdona de Bradford (The Ex-Mrs. Bradford) (1936)
- The Plainsman (1936)
- History Is Made at Night (1937)
- Easy Living (1937)
- No us l'endureu pas (You Can't Take It With You) (1938)
- Només els àngels tenen ales (Only Angels Have Wings) (1939)
- Mr. Smith Goes to Washington (1939)
- Arizona (1940)
- The Devil and Miss Jones (1941)
- The Talk of the Town (1942)
- The More the Merrier (1943)
- A Foreign Affair (1948)
- Arrels profundes (Shane) (1953)

## Premis i nominacions
Nominacions
- 1944: Oscar a la millor actriu per The More the Merrier